# فيريا ناسيونال دي سان ماركوس

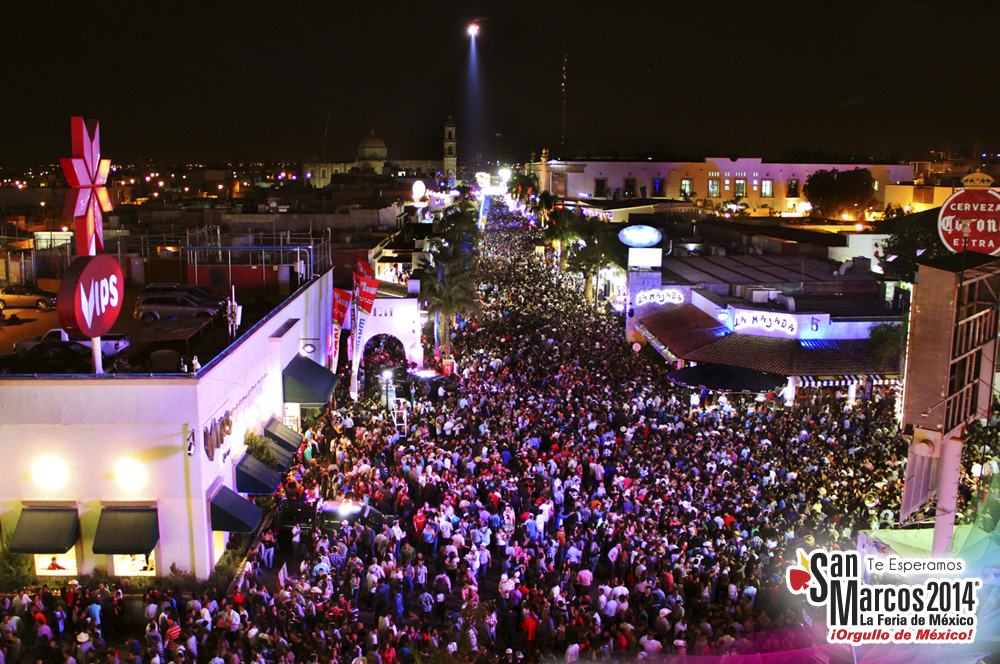
معرض القديس مرقس عام 2012.

فيريا ناسيونال دي سان ماركوس أو معرض القديس مرقس (بالإسبانية: Feria Nacional de San Marcos) هو معرض وطني يعقد في ولاية أغواسكالينتس المكسيكية كل عام لمدة ثلاثة (أو أحيانًا أربع) أسابيع. تُقام معظم الأحداث المتعلقة بالمعرض، في مدينة أغواسكالينتيس، عاصمة الولاية. التاريخ الدقيق لهذا المعرض يختلف كل عام ولكن يتم يتم تحديده في حوالي 25 أبريل، يوم عيد القديس مرقس.
في البداية كان المعرض مرتبطًا في إنتاج النبيذ في اغواسكالينتيس. في الوقت الحاضر، أضحى المعرض عامل جذب سياحي هام ويرتبط بشكل كبير مع مصارعة الثيران ومصارعة الديوك. ويقدر أن سبعة ملايين شخص يزورون المعرض كل عام، وكما وتمتلئ الفنادق بالسواح.